# Bitka kod Akcija
Bitka kod Akcija bila je pomorska bitka između Marka Antonija i Oktavijana kojom završavaju rimski građanski ratovi i nastaje Rimsko Carstvo. 
Antonijeva vojska, navodno sa 100 tisuća pješaka i 12 tisuća konjanika, bila je ljeti 31. pr. Kr. u logoru na poluotoku južno od tjesnaca, a flota s oko 170 velikih i oko 200 malih ratnih brodova bila je u Ambracijskom zaljevu. Oktavijan je sa svojom flotom od oko 260 brodova pod zapovjedništvom Marka Vipsanija Agripe blokirao Antonijevu flotu. Oktavijanova vojska, s nekih 80 tisuća pješaka i 12 tisuća konjanika, bila je sjeverno od tjesnaca. Grci, potaknuti Oktavijanom, presjekli su Antonijeve kopnene putove opskrbe. 
Antonijeva vojska je oskudijevala hranom, pa se Antonije pod utjecajem Kleopatre pokušao osloboditi morskom bitkom. Tako je Antonije 2. rujna rano ujutro isplovio sa svojim brodovima, koji su imali katapulte ali su bili manje pokretljivi u odnosu na Oktavijanove, i krenuo u napad. 
Borba se vodila s podjednakim uspjehom na obje strane, ali tada je Kleopatra neobjašnjivo odlučila pobjeći sa svojih 60 brodova. Antonije je dotukao moral svoje vojske time što je napustio flotu i krenuo za Kleopatrom. Ljubavnici su pobjegli prema Egiptu, a napuštena Antonijeva flota se borila do predvečer, kad se ostatak povukao natrag u Ambracijski zaljev i tamo se nakon tjedan dana predao.
Bitka je opisana u Vergilijevoj Eneidi.